# E poi
E poi è un brano musicale interpretato da Giorgia. Presentato al Festival di Sanremo 1994 nella sezione Nuove Proposte, arrivò al settimo posto, ma ottenne in poco tempo il gradimento del pubblico, lanciando l'interprete nel mondo della musica.

## Storia e produzione
Il brano fu scritto dalla stessa Giorgia insieme a Massimo Calabrese e Marco Rinalduzzi, produttori di questo disco. 
Giorgia ha dichiarato che in un primo momento l'inciso di E poi era leggermente differente: per mettere giù quello definitivo è stato decisivo l'intervento di Pippo Baudo, pochi giorni prima del Festival, il quale invitò Giorgia, Massimo Calabrese e Marco Rinalduzzi a lavorarci ancora. Da qui, ne uscì uno dei pezzi più noti della discografia della cantante.
Nel momento in cui la canzone venne presentata per la prima volta a Sanremo, Pippo Baudo attribuì erroneamente il cognome "Rinalduzzi" a Giorgia, che di fatto fa di cognome "Todrani". Soltanto alla fine dell'esibizione, Pippo si accorse di aver sbagliato e si corresse.
Il raggiungimento, al Festival di Sanremo 1994, nella categoria Nuove Proposte della Top 10, garantì, da regolamento, a Giorgia di trovare spazio tra i Campioni/Big del Sanremo successivo.

## Il brano
E poi, mai uscita nel supporto CD singolo ma utilizzata come singolo promozionale nelle radio e nelle tv musicali, ha anticipato l'album eponimo di Giorgia. Il Brano entrò nella classifica dei singoli dei Paesi Bassi raggiungendo l'ottantaseiesimo posto.

### Difficoltà vocali
È un brano intenso e di grande difficoltà, come nella maggior parte dei brani della cantautrice. La gamma di note da raggiungere va dal fa2 al mi bemolle4 (in numerazione europea) in piena voce. Giorgia negli anni nei suoi live ha abbassato la tonalità della canzone di mezzo tono ma improvvisando fino a raggiungere note quali un sol4. 
In aggiunta, il testo della canzone è caratterizzato da una componente fortemente emotiva. Viene addirittura menzionato l'amore come qualcosa che uccide.

## Altre versioni
La canzone, a cui Giorgia dice di essere ancora molto legata, non è mai uscita dal repertorio della cantante, perché si presta a molti stili. 
La canzone è stata dapprima realizzata in una nuova versione, E poi 2002, presente nel maggior successo discografico di Giorgia, il Greatest Hits del 2002, e nel 2005 interpretata dal vivo,  nel suo MTV Unplugged, in chiave jazz col musicista Terence Blanchard alla tromba. Ne esiste anche una versione in spagnolo intitolata Después.

## Classifiche
| Paese       | Posizione raggiunta |
| ----------- | ------------------- |
| Paesi Bassi | 86                  |